# Hohenfels (hessisches Adelsgeschlecht)

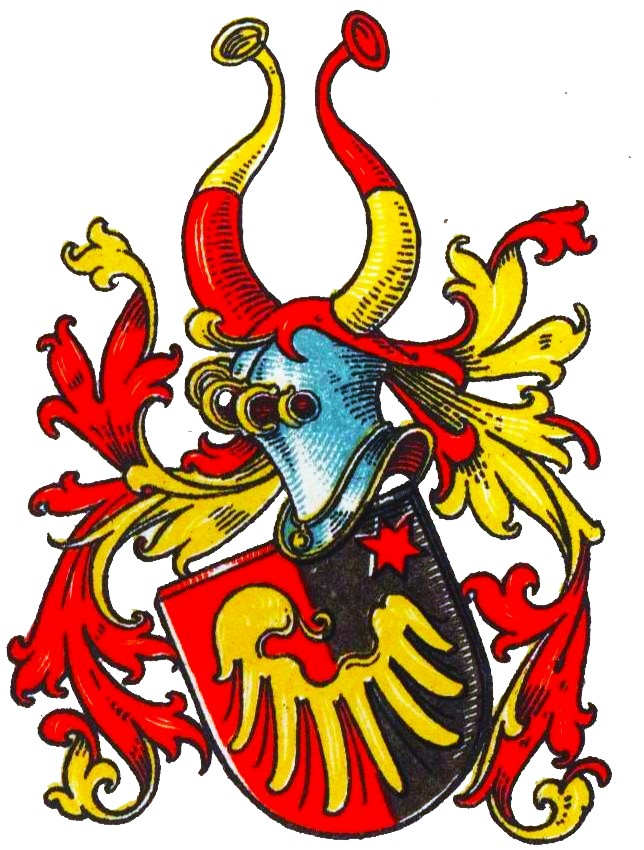
Wappen derer von Honfels im Wappenbuch des Westfälischen Adels

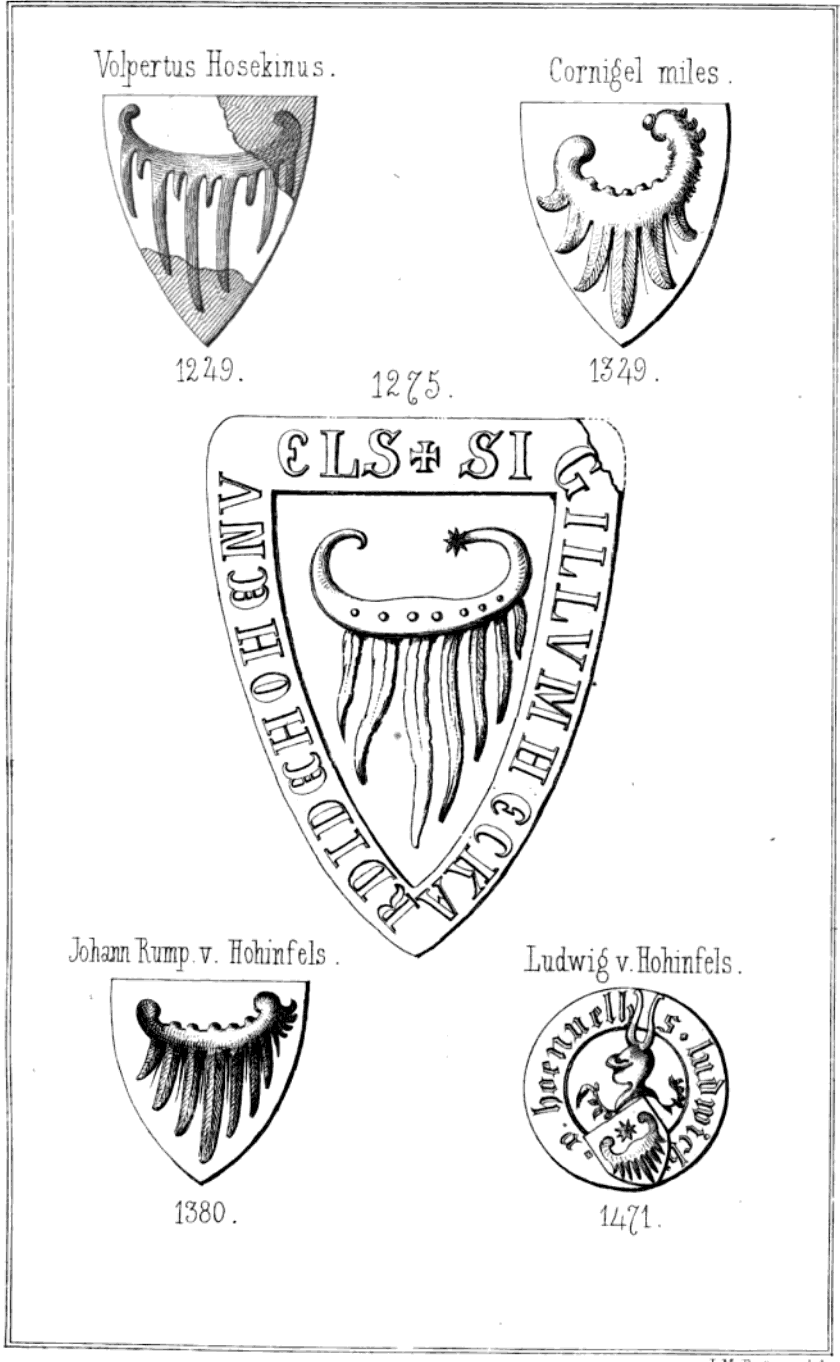
Wappen derer von Hohenfels

Die Herren von Hohenfels war ein reich begütertes und in mehrere Linien geteiltes hessisches Adelsgeschlecht. Es gehörte dem Niederadel an und wurde erstmals 1174 genannt, als ein Ludwig von Hohenfels (»lodewicus de honsvels«) zusammen mit dem Ritter Konrad von Marburg als Zeuge bei einer Belehnung eines Grafen von Berg anwesend war.

## Geschichte

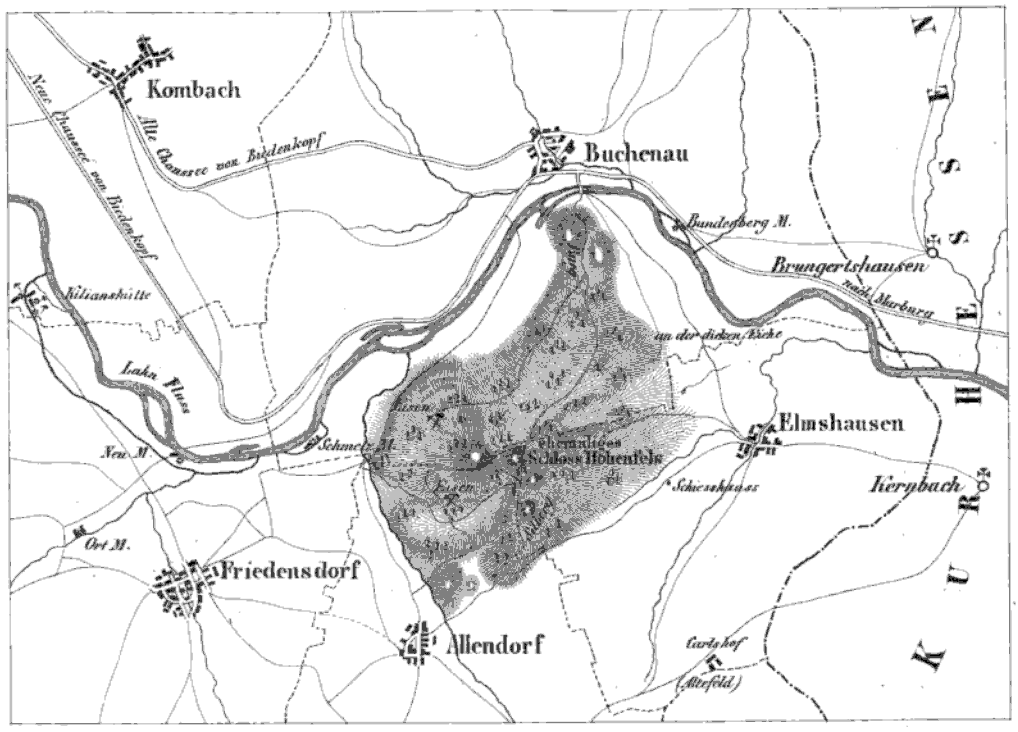
Lage von Schloss Hohenfels

Im Adreßkalender der Landgrafschaft Hessen-Darmstadt aus dem Jahr 1790 findet sich dieses Hohenfels erwähnt.

„Die Ritter von Hohenfels und die von Döring zu Elmshausen hatten beide ihren Wohnsitz eine halbe Stunde von Buchenau entfernt. Sie lebten in einem beständigen Krieg miteinander. Dadurch kam es, dass die von Döring durch die Ritter von Hohenfels genötigt wurden, ihren Wohnsitz in Biedenkopf (damals noch ein Dorf) zu nehmen.“

Als Landgraf Heinrich das Kind die in Hessen gegen ihn empörte Ritterschaft zum Gehorsam brachte, wurden die in der Gemarkung Buchenau gelegenen beiden festen Schlößer der Ritter von Hohenfels gänzlich zerstört, 1293. Nach einer Sage hatten jene Ritter, als sie von dem Landgrafen verfolgt wurden, ihren Pferden die Hufeisen verkehrt anschlagen lassen und sich so wieder in ihre Burgen zurückgezogen. Der damals herrschende Aberglaube hat sie zu ‚wilden Jägern‘ gemacht, die umher zögen. Unter den Waldteilen, welche beim Heimfall des v. Döring'schen Lehens Elmshausen (XVII. Jahrhundert) designiert wurden, erscheint auch ein Gebüsch „das Hohenfels“ genannt.
Der Name „Hohenfels“ hat sich auf die Stelle geheftet und wird so der Nachwelt überliefert.
Siehe auch die Allgemeine Encyclopädie der Wissenschaften und Künste:

„Die Hohenfels gehörten zu denjenigen Geschlechtern, die gegen die Landgräfin Sophia, damalige Regentin von Hessen, sich verbunden hatten; aber ihr Schloß wurde 1248 erobert, sie mußten es von der Landgräfin zu Lehen nehmen, ihren Ansprüchen auf das Grafengericht zu Dautphe entsagen und bei einer Strafe von 500 Mark Silbers Ruhe und Frieden versprechen (1249). Sie stellten 13 Edle zu Bürgen, worunter die Grafen von Ziegenhain und Solms waren.“

## Familie von Hohenfels
Bei der hier behandelten Familie handelt es sich um die hessische Familie von Hohenfels. Sie zählte zum niederen Adel, ragte jedoch so hervor, dass sie sich dem hohen Adel anschließen konnte. Sowohl die Wappen, als auch die ganze geschichtliche Zusammenstellung lassen vermuten, dass zu dieser Familie auch die Familien Hosekin, Rump und Kornigel gehörten. Auch bei der Familie von Drahe (Trohe) nimmt Johannes von Arnoldi (in seinen Miscellaneen S. 247) die Wahrscheinlichkeit an, dass sie zum Stamm Kornigel gehörten. Wahrscheinlich waren es anfänglich Beinamen, die nachher auf die Nachfolger übergingen.

## Besitz
Der Besitz der Familie von Hohenfels umfasste sowohl Allodien als auch Lehen und erstreckte sich durch den ganzen Grund Breidenbach, das vormalige Amt Blankenstein, die Lahngegend gen Marburg und weiter bis nach Kassel hin. Ihnen gehörte ab 1324 das Gericht Viermünden als Mannlehen. Sie zählten auch zu den Vasallen des Grafen von Solms. Außerdem waren die von Hohenfels beteiligt an der Grafschaft Dautphe, hatten zu Erblehen vom Mainzer St. Stephansstift (1270) den Hof zu Ohmen mit dem Patronatrecht, Güter zu Steinershausen, den Zehnten zu Ober- und Niederohmen, Warzenbach, Kernbach, Butelshausen und die Hälfte des Zehnten zu Asphe. Sie besaßen Güter zu Selheim (1274), Dorf-(...), Weilbach und Bischofsheim (1287) (...); Michelbach (1338); Wiesenbach (1339); Orken (1343); Somertshausen (1354); Wallau (1355); den Wald Schneeberg über Rodenhausen (1359); zu Lixfeld in Gemeinschaft mit den von Döring die Kirche (1359); zu Eifa (1374); zu Großenlinden (1381); Berndorf; Gigelnbach, Fredelinstatt, Eigershausen (1445) usw.
Sie waren Ganerben mit den Döring und Breidenbach; hatten Teil an den Gerichten Lixfeld, Breidenbach, Eisenhausen und Wallau.
Sie trugen zu Lehen: den Kirchsatz zu Breidenbach, die Zehnten zu Elbernhausen, Oberasphe, Diedenshausen, Elpergshausen (am Wege von Treisbach nach Sachsenberg gelegen), Göttingen, Dausenbach, Silberg, Treisbach, Witterkusen, Betzendorf, Kalbe, Obernheim, Damshausen, Melsbach, Biedenkopf, Breidenbach, Gladenbach, Weiffenbach, Scheierbach, zwei Höfe zu Derbach (Deckensbach), den Zehnten zu Engelbach, Güttelshausen, Fleckenbühl, Hönscheid, einen Hof zu Günterau, einen Wald zwischen Dreisbach und Niederasphe, Zehnten zu Wallau, Herzhausen, Buchenau, den Kirchensatz zu Amönau, Zehnten zu Warzenbach, Kirchlehen zu Geismar, Ostheim und Simonshausen bei Kassel, den Zehnten zu Gernshausen, Hauwelte, Humbrachtshausen, Eldenkusen, Beltersberg, Bennekusen, Saßenberg, Butzebach, Atzelhan, Ackershausen, Freien-Gosfelden, Gudenhausen, Kuwe, Niederdieten, Zehnten und Land zu Brunstadt und Roth, Zehnten zu Westheim, einen Hof und eine Mühle zu Rengershausen, einen Hof zu Neunkirchen, Zehnten zu Ageshausen (= Eikshausen, im Kirchspiel Geismar,) das Dorf Radehausen, einen Hof zu Wonsdorf, Meißen, Schachten, Ellerzhausen, Viermünden, Oberallendorf, Ybenhausen; Zehnten zu Irmershausen, Volprechtshausen, Lindenhan, Obernschreuffe, Eckelshausen und den Zehnten zu Simmersbach.

## Wappen
Das Wappen derer von Hohenfels ist ein Adlerflügel. Da Wappen aus verschiedenen Zeitaltern hinsichtlich ihrer Zeichnung charakteristische Zeichen der Kunst und des Geschmacks sind, so sind für einen Zeitraum von zwei Jahrhunderten fünf Versionen des Hohenfelser Wappens vorhanden: von Volpertus Hesekinus (1249), von Eckard von Hohenfels (1275), von Cornigel miles (1347), von Johann Rump von Hohenfels (1380) und von Ludwig von Hohenfels (1471).
Eckard von Hohenfels führte am Kolben des Flügels einen Stern, Ludwig von Hohenfels dagegen einen solchen über dem Flügel. Weder über die Bedeutung des Flügels, noch des Sternes, noch dessen verschiedener Führung ist etwas bekannt. Ebenso wenig gibt es über den Zugang der Büffelhörner in Ludwigs von Hohenfels Wappensiegel Informationen. Auch die Tinktur ist nicht angegeben.
Im Wappensaal zu Rotenburg stand das Wappen derer von Hohenfels im ersten Regal nach dem Garten unter Nr. 51.
Max von Spießen gibt unter dem Namen Honfels folgende Blasonierung an: In dem von Rot und Schwarz gespaltenen Schild, ein über die Teilungslinie gelegter goldener hängender Flügel, im linken Obereck ein roter Stern. Auf dem Helm mit rot-goldenen Helmdecken zwei von Gold und Rot übereck geteilte Büffelhörner. Johann Siebmacher dagegen gibt unter den Hessischen zum Namen Hohenfels an, dass der Schild rot, der Flügel silber, der Stern golden tingiert ist. Auf dem Helm findet sich bei ihm ein geschlossener roter Flug, der mit dem Schildbild belegt ist. Analog auch bei Ernst Heinrich Kneschke. In Heinrich Strodtmanns Wappenbuch von 1640 findet sich dagegen eine Skizze, die den Schild rot, den Flügel (hier: offener Flug) schwarz und den Stern golden beschreibt. Auf dem Helm zwei von Schwarz und Rot geteilte Büffelhörner, dazwischen ein goldener Stern.

## Schloss Hohenfels

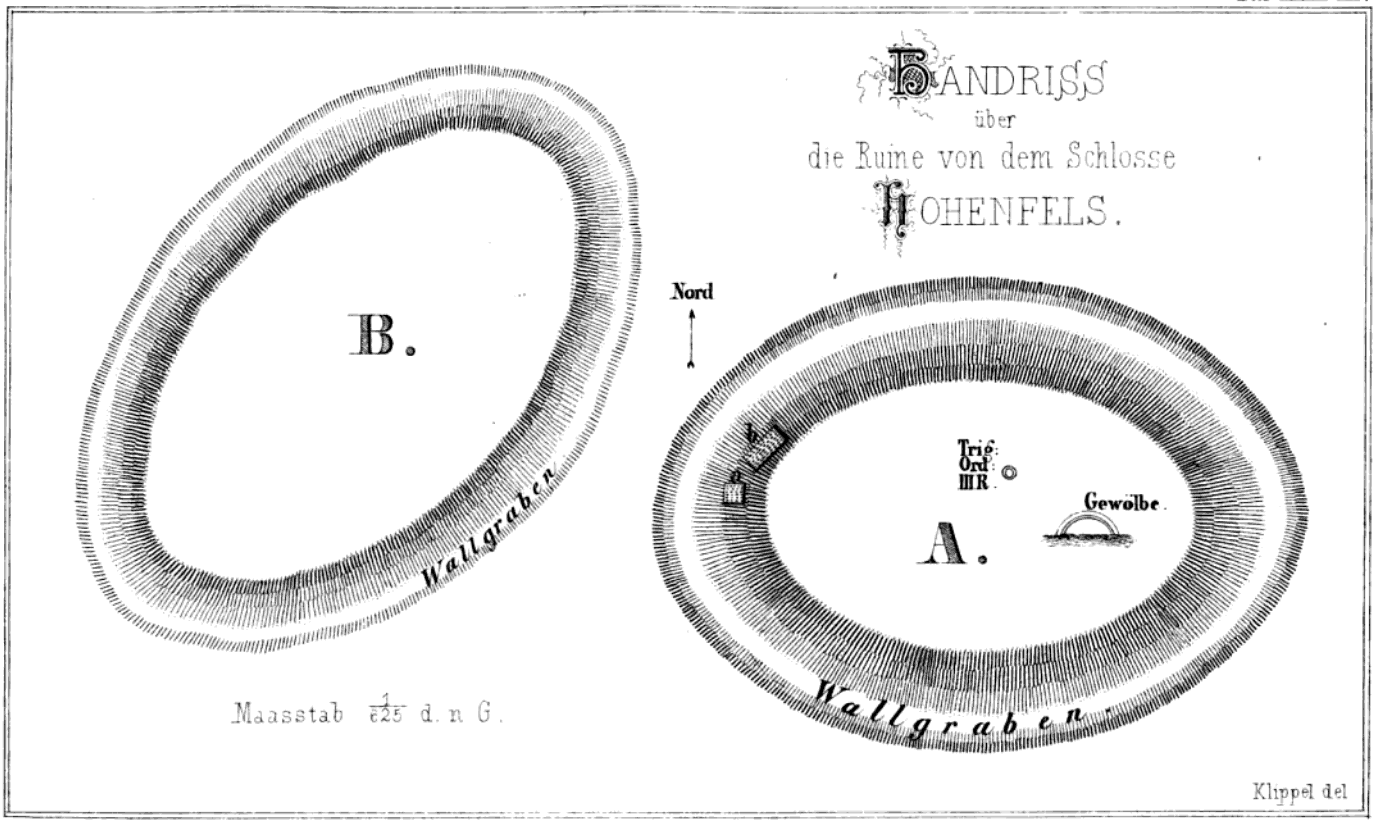
Handriss über die Ruine von dem Schlosse Hohenfels

Die Burg Hohenfels wurde 1249 von den Hohenfelsern Conrad, Gumpert, Eckhard, Gebrüder, und von Volpert Hosekin, Sifrid Slimph der Landgräfin Sophie (Sophie von Brabant) unterworfen. Noch aus dem Jahr 1277 hat man eine Urkunde, welche in Hohenfels ausgestellt wurde. Die Kuppe „B“ zeigt nur Schutt aus Steinen und Speiß. Jede der beiden Kuppen hat einen Wallgraben von etwa 30 Fuß Breite; es sind starke Ringwälle nicht zu verkennen. Vor einigen Jahren ließ ein Mann namens J. Velten, aus dem nahen Ort Allendorf, Eigentümer des Grund und Bodens, Nachgrabungen auf der Burgstätte vornehmen, durch welche ein sehr großer Schlüssel, ein eiserner Küchen-Dreifuß, eiserne Nägel und ein Scherchen, von der Form einer Schafschere zu Tage gefördert wurden. Es ist unbekannt, wohin diese Gegenstände gekommen sind.

## Örtliche Lage
Die Stelle des Schlosses ist auf der steilen Kuppe in der geraden Richtung von Westen nach Osten, von der an der Lahn gelegenen Schmelzmühle nach dem Dorfe Elmshausen, hin kenntlich. Der Bergrücken ist nach der Lahn hin (nördlich) sehr steil. Auf der Generalstabskarte ist der Hohenfels mit dem Namen: „ehemaliges Schloß Hohenfels“ bezeichnet. Die beiden Bergkuppen liegen nur ungefähr 180 Schritte voneinander entfernt. Die Kuppe „A“ ist jetzt ein trigonometrischer Dreieckspunkt III. Rangs. Es befindet sich noch ein gut gehaltenes Gewölbe mit doppelter Mauerschicht in einer Länge von etwa 25 Fuß (Höhlung); „a“ und „b“ sind Bruchstücke von Mauern; „a“ etwa fünf Fuß und „b“ beinahe zehn Fuß hoch.

## Stammliste

### Die ersten Generationen
1. Lodewicus de Honsvels, 1174 bezeugt
  1. Heinrich von Hoenfels, 1215 bezeugt
    1. Werner Hosekin, 1199 bezeugt – Nachkommen siehe unten
    2. Konrad, 1237/70 bezeugt – Nachkommen siehe unten
    3. Gumpert, 1227/70 bezeugt, † vor 1275 – Nachkommen siehe unten
    4. Eckhard, 1249/70 bezeugt
    5. Eckhard, 1265 Pfarrer in Buchenau

  2. Simon von Hoenfels, 1215 bezeugt
  3. Arnold von Hoenfels, 1215/um 1225 bezeugt

### Die Nachkommen Werner Hosekins
1. Werner Hosekin, 1199 bezeugt – Vorfahren siehe oben
  1. Volpert Hosekin, 1227/65 bezeugt, † vor 26. März 1270; ⚭ NN, sie heiratet wohl in zweiter Ehe Gerlach von Breidenbach, 1277 bezeugt
    1. Kraft, 1270/1304 bezeugt, Ritter; ⚭ NN, 1296 bezeugt
      1. Volpert II. Hosekin, 1296/1336 bezeugt, Ritter, 1316 Schultheiß von Grünberg, 1318 Schultheiß von Frankenberg und hessischer Rat; ⚭ um 1316 Amabilia Vogt von Keseberg, 1306/45 bezeugt, Tochter von Widekind und Jutta von Itter
        1. Kraft, 1332/85 bezeugt, Ritter, 1368 Kraft der Ältere
        2. Widekind, 1332 bezeugt, † 1384, 1362 Amtmann von Frankenberg; ⚭ Katharina von Drachenfels, 1341/81 bezeugt, wohl Tochter von Rutger, Burggraf von Drachenfels
          1. Volpert, 1363/81 bezeugt, Johanniterordenskomtur in Grebenau
          2. Johann, 1367/1421 bezeugt, 1395 Burgmann in Frankenberg; ⚭ vor 23. September 1376 Luckard von Bicken, 1376/1400 bezeugt, Tochter von Friedrich und Margareta
            1. Friedrich, 1422 bezeugt, † vor 21. Dezember 1426; ⚭ vor 7. Juni 1422 Katharin Löw von Steinfurth, 1422/54 bezeugt, Witwe von Volpert von Dersch
              1. Widekind, 1426/98 bezeugt, † vor 22. Februar 1501, hessischer Rat; ⚭ I vor 30. August 1437 Katharina, 1443 bezeugt; ⚭ II vor 24. Juli 1461 Anna

          3. Heinrich, 1368/93 bezeugt, 1381 Pfarrer in Sachsenhausen
          4. Ludwig, 1368 bezeugt
          5. Adolf, 1368/1414 bezeugt

        3. Katharina, 1332 bezeugt
        4. Elisabeth, 1332 bezeugt
        5. Jutta, 1332/81 bezeugt; ⚭ Johann Rump von Hohenfels, 1369/81 bezeugt (siehe unten)
        6. Luckele 1356/74 bezeugt: ⚭ Heinemann von Gaugreben, 1343–1387 bezeugt, Ritter, Amtmann zu Korbach

      2. Ludwig, 1296/1323 bezeugt, Johanniterordensritter in Wiesenfeld
      3. Adolf, 1296 bezeugt
      4. Kraft, 1296/1345 bezeugt, † vor 29. November 1367, Ritter, 1341 Kraft der Ältere; ⚭ Christina, 1363/67 bezeugt
        1. Adela, 1337 geistlich im Kloster Caldern
        2. Kraft der Jüngere, 1362/74 bezeugt; ⚭ vor 1. August 1363 Getzila von Hatzfeld, Tochter von Kraft V. (Hatzfeld (Adelsgeschlecht))

    2. Volpert, 1270/99 geistlich im Kloster Sankt Alban

### Die Nachkommen Konrads (1237/70 bezeugt)
1. Konrad, 1237/70 bezeugt – Vorfahren siehe oben
  1. Eckhard, 1274/92 bezeugt, † vor 25. März 1316, Ritter, 1274 Burggraf von Biedenkopf; ⚭ Alveradis von Hofherr, 1278 bezeugt, Tochter von Gumpert und Gertrudis von Nordeck
    1. Gumpert, 1315/50 bezeugt, Ritter; ⚭ Gela, 1315 Witwe von NN von Balhorn
    2. Eckhard, 1317/43 bezeugt, 1329 Pfarrer in Amönau, Kanoniker in Wetter
    3. Wiederhold, 1313/39 bezeugt
    4. Konrad genannt Schreiber, 1301/35 bezeugt, Ritter; ⚭ Irmintrud, 1313/68 bezeugt
      1. Konrad, 1313 bezeugt, † 13. März/17. Oktober 1369, Ritter; ⚭ Kunigunde, 1369 bezeugt
        1. Gumprecht, 1367/98 bezeugt, † 1369 Burgmann zu Frankenberg
        2. Eckhard, 1364/98 bezeugt; ⚭ NN Gogrefe, Tochter von Rutger
        3. Konrad, 1368/9 bezeugt
        4. Irmintrud, 1369 bezeugt
        5. Agnes, 1369 bezeugt

      2. Gottfried, 1313/16 bezeugt
      3. Eckhard, 1313/16 bezeugt
      4. Irmintrud, 1368 bezeugt
      5. Agnes, 1368 bezeugt

    5. Arnold, 1316/54 bezeugt, Burgmann in Mellnau; ⚭ Christina, 1324 bezeugt
      1. Rudolf, 1338 bezeugt
      2. Eckhard genannt der Wolf, 1353/86 bezeugt, zu Amönau
        1. Johann der Ältere (Henne), 1431/64 bezeugt

      3. Gumbrecht, 1398/1447 bezeugt, † vor 1467, Amtmann von Lauterbach
        1. Guntram, 1437 bezeugt, † vor 7. Juli 1465
          1. Else, 1437 bezeugt; ⚭ Eberhard von Döring, 1485 bezeugt
          2. Johann, 1437 minderjährig, 1514 bezeugt, † vor 7. Mai 1516, Vogt von Dardesheim; ⚭ Gesa Germann, 1514 bezeugt
            1. Andreas, 1514/42 bezeugt; ⚭ Anna Issen, 1537 bezeugt
              1. Andreas der Jüngere, 1543/94 bezeugt, Burgmann in Rosenthal; ⚭ Anna von Löwenstein, 1572/76 bezeugt
                1. Sohn, 1588 Deutschordensritter
                2. Margarete Magdalena; ⚭ Wilhelm von Kratzenstein
                3. Barbara; ⚭ Johann Daniel von Carben

              2. Jonas, 1549 bezeugt

          3. Paul, 1464 bezeugt, † 1511 vor 16. Mai
            1. Johann, 1511/14 bezeugt

        2. Eckhard, 1481 bezeugt, † vor 1484
          1. Eckhard der Jüngere, 1470/99 bezeugt; ⚭ 1470 nach 24. Juli NN Milchling von Schönstadt, Tochter von Henne und Geliche
            1. Johann, 1517/18 bezeugt

        3. Johann der Jüngere (Henne), 1467 bezeugt, † 31. Januar/8. April 1484
          1. Eckhard, 1493/1514 bezeugt

    6. Hermann, 1316 bezeugt, † zwischen 24. Januar 1335 und 14. September 1338; ⚭ Berlogis, 1329/53 bezeugt

  2. Hermann, 1283/86 bezeugt, Schultheiß von Biedenkopf
  3. ? Bruno, 1281 bezeugt

### Die Nachkommen Gumperts (1227/70 bezeugt)
1. Gumpert, 1227/70 bezeugt, † vor 1275 – Vorfahren siehe oben
  1. Arnold, 1275/1308 bezeugt, † vor 27. Dezember 1312, Ritter; ⚭ Alveradis von Hachenberg, 1292/1303 bezeugt
    1. Tochter, 1292 geistlich in Caldern
    2. Heinrich, 1303/32 bezeugt, 1323 Schöffe in Wetter
    3. Gottschalk, 1303/39 bezeugt; ⚭ Jutta, 1339 bezeugt
      1. Ludwig, 1339/69 bezeugt; ⚭ Jutta von Diedenshausen, † vor 7. Februar 1395
      2. Volpert, 1339/54 bezeugt
        1. Ludwig, 1388/1404 bezeugt, zu Amönau; ⚭ Katharina von Weitershausen, 1396 bezeugt
          1. Johann, 1398 bezeugt
          2. Eckhard, 1398/1418 bezeugt
          3. Gumprecht, 1402 bezeugt
          4. Ludwig, 1398/1430 bezeugt
          5. Domian, 1430/37 bezeugt, † vor 10. Juni 1456; ⚭ Lise Giese aus Biedenkopf, 1456 bezeugt
            1. Andreas, 1456 bezeugt, † zwischen 24. Juni 1499 und 10. Mai 1501, zu Amönau; ⚭ Gertrud Schlaun von Linden, † 1531
              1. Kaspar, 1502 bezeugt, † 1548 nach 25. Februar, Pfarrer in Breidenbach, Kanoniker in Fritzlar
              2. Wilhelm, 1515 bezeugt, † 1541 vor 9. Juli, zu Amönau; ⚭ 1528 Katharina Braun von Nordeck, 1541/58 bezeugt
                1. Heinrich, 1541 minderjährig, † 1554

              3. Christina, 1494/1523 bezeugt, geistlich zu Berich
              4. Kunigunde, 1528/32 bezeugt; ⚭ Eckhard Riedesel zu Eisenach, 1528/32 bezeugt

            2. Johann, 1453/1516 bezeugt, 1479 Vogt des Deutschen Ordens in Kirchhain, 1480 Deutschordenskomtur in Felsberg, 1490 in Seibelsdorf
            3. Lise, 1458/74 bezeugt; ⚭ vor 10. Juni 1456 Ludwig im Hofe, Bürgermeister von Marburg, † 1378
            4. Dorothea, 1456 bezeugt; ⚭ Happel von Wildungen zu Homberg, 1456 bezeugt
            5. ? Eckhard, 1485 bezeugt, zu Amönau

        2. Heinrich, 1395/98 bezeugt, zu Niederasphe; ⚭ Elsa von Weiterhausen, 1296 bezeugt
          1. Hartmann, 1431/59 bezeugt, † vor 15. Februar 1464, 1449 Burgmann in Mellnau
            1. Ludwig, 1458/88 bezeugt; ⚭ Margareta von Keudell, 1467/70 bezeugt
            2. Eberhard, 1466 bezeugt, † 1506, 1488 Burgmann in Rosenthal; ⚭ Bilge Huhn von Ellershausen, 1467/06 bezeugt
              1. Hartmann der Jüngere, 1507/53 bezeugt, † 1556, zu Niederasphe, 1514 Burgmann in Rosenthal; ⚭ 1526/28 Margareta von Fleckenbühl genannt Bürgel, † Oktober 1565, Witwe von Johann XII. von Hatzfeld zu Wildenburg (Hatzfeld (Adelsgeschlecht))
              2. ? Heinrich, 1524 Vogt des Deutschen Ordens in Narva

            3. Heinrich, 1466 bezeugt
            4. Sibert, 1466 bezeugt
            5. ? Katharina, 1487/1527 bezeugt, geistlich zu Hainchen

      3. ? Eckhard, 1354 bezeugt

    4. Eckhard, † vor 13. April 1362, 1316 Pfarrer in Niederasphe

  2. Kraft, 1287/1315 bezeugt, Ritter; ⚭ Elisabeth, 1296/1319 bezeugt
    1. Kraft, 1296/1363 bezeugt, † vor 18. Juni 1374, Ritter
    2. Ludwig, 1296 bezeugt
      1. Kraft der Jüngere, 1370 von Lixfeld genannt, 1357/72 bezeugt; ⚭ Elsa von Buchenau, 1359/74 bezeugt, Tochter von Dietrich
        1. Peter, 1386/1423 bezeugt, † 1429 nach 5. Mai, zu Buchenau; ⚭ Adelheid von Breidenbach, 1423/31 bezeugt, † vor 22. Januar 1444
          1. Ludwig, 1430/58 bezeugt, † 1460 vor 10: September, in Eckelshausen; ⚭ I NN; ⚭ II Anna von Rodenhausen, 1444/72 bezeugt
            1. (I) Ludwig genannt auf der Pfitzen, 1461 bezeugt, † 1491, Bürger in Biedenkopf
              1. Adolf, 1486/1506 bezeugt, Burggraf zu Urberg
              2. Ludwig, † 1496

            2. (I) Eberhard, 1461/89 bezeugt, 1489 Pfarrer in Eisenhausen
            3. (II) Ludwig, 1460 bezeugt, † 1496 nach 3. Juli, zu Eckelshausen; ⚭ vor 29. Mai 1470 Katharina von Döring, † nach 1502, Tochter von Eberhard
              1. Ludwig, 1502/59 bezeugt, † vor 25. März 1561, zu Eckelshausen; ⚭ I Margareta Schenck zu Schweinsberg, 1521 bezeugt, Tochter von Volpert; ⚭ II NN, †vor 12. Februar 1575
                1. (I) Anna; ⚭ Friedrich von Wonsheim
                2. (I) Tochter; ⚭ Löwenstein von Rehen, 1540/72 bezeugt
                3. (I) Tochter; ⚭ Heinrich von Sterndorf
                4. (I) Johann, 1517 bezeugt, † 20. November 1570, 1545 Amtmann von Waldeck, 1522 Schultheiß von Berleburg; ⚭ I 1543 Barbara von Rehen; ⚭ II Elisabeth Wolff von Gudenberg, 1573 bezeugt, † 13. September 1607, sie heiratete in zweiter Ehe Philipp von Schetzel
                  1. (I) Anna, 1570/1618 bezeugt; ⚭ vor 1570 Matthäus von Waldmannshausen, † vor 1588
                  2. (II) Anna, * 1570/71, † 1573

            4. (II) Adolf, 1461/95 bezeugt, †vor 4. Mai 1512
            5. (II) Johann, 1461/1502 bezeugt
            6. (II) Jutta, 1471/77 bezeugt
            7. (II) Aleid, 1467/71 bezeugt; ⚭ Johann Schleyer genannt Schlägerer, 1470 bezeugt

          2. Rudolf, 1431/45 bezeugt, † vor 19. Dezember 1458
          3. Johann, 1427/64 bezeugt, 1437/43 Pfarrer in Breidenbach, 1453 Deutschordensritter

        2. Johann, 1400/27 bezeugt, Pfarrer in Breidenbach

      2. Ludwig, 1366/98 bezeugt; ⚭ Sophie (Fige), 1366 bezeugt
      3. Heinrich, 1398 bezeugt

  3. Eckhard, 1287 bezeugt
  4. Christina, 1308 bezeugt; ⚭ Johann von Sumphe, 1300/09 bezeugt
  5. Werner, 1301/31 bezeugt; ⚭ Bertha von Hatzfeld, 1308 bezeugt, wohl Tochter von Kraft I. (Hatzfeld (Adelsgeschlecht))
    1. Simon, 1300 bezeugt
    2. Dietrich genannt Rump, 1300/60 bezeugt, † vor 8. August 1369, Ritter; ⚭ Lisa von Breidenbach, † vor 19. August 1380
      1. Johann Rump, 1369/93 bezeugt; ⚭ Jutta von Hohenfels, 1331/83 bezeugt, Tochter von Volpert Hosekin (siehe oben)
        1. Gerlach, 1382 bezeugt; ⚭ NN Huhn von Ellershausen, Tochter von Konrad
          1. ? Dietrich, 1443/99 bezeugt, Pfarrer zu Breidenbach

      2. Elsa, 1369 bezeugt

    3. Sohn; ⚭ Ida von Döring, 1355/57 bezeugt
      1. Gumbrecht, 1355/64 bezeugt, † vor 1366; ⚭ Ida von Breidenbach, 1366/67 bezeugt
        1. Dietrich, 1366/90 bezeugt, † vor 24. Juli 1402; ⚭ NN von Breidenbach, sie heiratete in zweiter Ehe Johann von Allendorf, 1402 bezeugt
          1. Arnold, 1402 bezeugt, † 1467 vor 16. Juli; ⚭ Kunigunde Conssen, 1457/72 bezeugt

    4. ? Gerlach, 1334/69 bezeugt, Pfarrer in Breidenbach, 1351 Domkantor in Magdeburg